# روسيل هولت
روسيل هولت (بالإنجليزية: Russell Hoult)‏ (22 نوفمبر 1972 في المملكة المتحدة - ) هو لاعب كرة قدم بريطاني في مركز حراسة المرمى. لعب مع بولتون واندررز وديربي كاونتي وستوك سيتي وليستر سيتي ونادي بلاكبول ونادي بورتسموث ونوتس كاونتي ونوتينغهام فورست ووست بروميتش ألبيون ونادي كيترينغ تاون ونادي هيرفورد ولينكولن سيتي أف سي ونادي تشيلتنهام تاون لكرة القدم ودارلينجتون إف سى.

## وصلات خارجية
- روسيل هولت على موقع قاعدة بيانات كرة القدم.إي يو (الإنجليزية)
- روسيل هولت على موقع Soccerbase.com (لاعب) (الإنجليزية)
- روسيل هولت على موقع عالم كرة القدم.نت (الإنجليزية)